# Dysideidae
Dysideidae is een familie van sponsdieren uit de klasse van de Demospongiae (gewone sponzen). 

## Geslachten
- Citronia Cook & Bergquist, 2002
- Dysidea Johnston, 1842
- Euryspongia Row, 1911
- Lamellodysidea Cook & Bergquist, 2002
- Pleraplysilla Topsent, 1905